# Still Cruisin' (canción)
«Still Cruisin» es una canción escrita por Mike Love y Terry Melcher para la banda de rock estadounidense The Beach Boys. Fue editada en el álbum Still Cruisin. Editada como sencillo, "Still Cruisin'" alcanzó el puesto n. 11 en Austria, el 28 en Australia y 93 en Billboard Hot 100.

## Grabación
La canción incluye las voces de Carl Wilson, Mike Love, Al Jardine y Bruce Johnston. El único miembro activo de The Beach Boys que no estaba incluido en la grabación fue Brian Wilson. La grabación principal se realizó en los estudios Red Barn Studios de Al Jardine en Big Sur, California. Las guitarras, el bajo y el solo fueron tocados por el músico de estudio de Los Ángeles, Craig Trippan Fall. La programación, incluyendo baterías/teclados fue hecha por Keith Wechsler, que también fue el ingeniero en el álbum Still Cruisin', y en Summer in Paradise.

## Video promocional
VH-1 participó en el desarrollo del video promocional de "Still Crusin'" para ayudar a promover un sorteo de Chevrolet Corvette para su joven canal de cable. El video incluyó a cuatro miembros de los Beach Boys cantando la canción en un concierto con cortes de varias versiones del Corvette. Aunque Brian Wilson no participó en la grabación de "Still Crusin'", sí hizo una breve aparición en el video: manejando su Corvette en silueta durante parte de la introducción, y durante las letras "... paradise by the sea... ".

## Créditos
The Beach Boys
- Mike Love – voz
- Al Jardine – voz
- Carl Wilson – voz
- Bruce Johnston – voz

Músicos adicionales
- Craig Trippan Fall – guitarras, bajo
- Keith Wechsler – batería, teclados

## Posiciones
| Lista                    | Posición |
| ------------------------ | -------- |
| Australian Singles Chart | 28       |
| Austrian Singles Chart   | 11       |
| US Billboard Hot 100     | 93       |